# La Violence et la Dérision
La Violence et la Dérision est un roman de l'écrivain égyptien francophone Albert Cossery paru le 1964 aux éditions Julliard.

## Réception critique
Ce roman, avec Mendiants et Orgueilleux, est généralement considéré comme l'un des « romans majeurs » de son auteur. Il reçoit en 1965 le Grand prix du roman de la Société des gens de lettres.

## Adaptation
Le roman est adapté en 2001 par la réalisatrice égyptienne Asmaa El-Bakri dans un film homonyme.

## Éditions et traductions
- Éditions Julliard, 1964 (OCLC 490482659).
- Éditions Jean-Cyrille Godefroy, 1981  (ISBN 978-2-86-553001-4).
- Éditions Le Terrain vague, 1990.
- Éditions Joëlle Losfeld, coll. « Arcanes », 1993,  (ISBN 978-2-90-990601-0) ; 2000, rééd. 2013  (ISBN 978-2-84-412036-6).
- Œuvres complètes II, éditions Joëlle Losfeld, 2005,  (ISBN 978-2-07-078991-7).
- (pt) A Violência e o Escárnio, éd. Antígona, 1999.
- (en) The Jokers, trad. Anna Moschovakis, préface de James Buchan, New York Review Books Classics, 2010  (ISBN 978-1-59-017325-1).